# Bahnhof Shin-Sapporo
Der Bahnhof Shin-Sapporo (jap. 新札幌駅, Shin-Sapporo-eki) ist ein Bahnhof auf der japanischen Insel Hokkaidō. Er befindet sich im Osten von Sapporo im Stadtteil Atsubetsu-ku.
Um die beiden Betriebsteile zu unterscheiden, schreibt man den Eisenbahnteil ganz mit Kanji-Schriftzeichen, während beim U-Bahn-Teil für „Sapporo“ die Hiragana-Schrift verwendet wird (新さっぽろ駅).

## Verbindungen
Shin-Sapporo ist ein Durchgangsbahnhof an der Chitose-Linie von Sapporo nach Tomakomai, die von der Gesellschaft JR Hokkaido betrieben wird. In Shin-Sapporo halten sämtliche Schnellzüge, die von Sapporo aus in Richtung Süden oder Osten verkehren. Dazu gehören die Super Hokuto und Hokuto nach Hakodate, die Suzuran nach Muroran, die Super Ōzora nach Kushiro und die Super Tokachi nach Obihiro. Am häufigsten verkehrt der Airport Liner von Otaru über Sapporo zum Flughafen Neu-Chitose (alle 15 bis 30 Minuten). Im Nahverkehr fahren Regionalzüge in einem dichten Takt zwischen Sapporo und Tomakomai.
Ebenso ist Shin-Sapporo die östliche Endstation der Tōzai-Linie der U-Bahn Sapporo, die über Ōdōri nach Miyanosawa im Westen der Stadt führt. Zum Verkehrsknoten gehört darüber hinaus der Busbahnhof Shin-Sapporo. Er besteht aus zwei Bussteigen mit insgesamt 15 Haltestellen, an denen über vierzig Stadt- und Regionalbuslinien mehrerer Gesellschaften halten.

## Anlage
Der dreigeschossige Bahnhof liegt auf einem von Westen nach Osten ausgerichteten Viadukt. Im Erdgeschoss befinden sich einige Läden, das zweite Stockwerk dient als Verteilerebene. Zwei Gleise an Seitenbahnsteigen führen durch die dritte Ebene. Da hier ausnahmslos alle Züge anhalten, gibt es keine Überholgleise. Der Bahnhof ist beidseits von den Gebäuden des Einkaufszentrums Shin-Sapporo Arc City umgeben, weshalb er von außen kaum erkennbar ist.
Über zwei Fußgängerpassagen ist der U-Bahnhof erreichbar, der in Nord-Süd-Richtung ausgerichtet ist. Er besitzt einen rund 15 Meter breiten Mittelbahnsteig, den breitesten im gesamten U-Bahn-Netz Sapporos. Die Gleise sind durch halbhohe Bahnsteigtüren abgetrennt.
Im Fiskaljahr 2014 wurden durchschnittlich 14.118 Fahrgäste pro Tag gezählt, womit Teine der am drittmeisten frequentierte Bahnhof von JR Hokkaido ist.

## Bilder

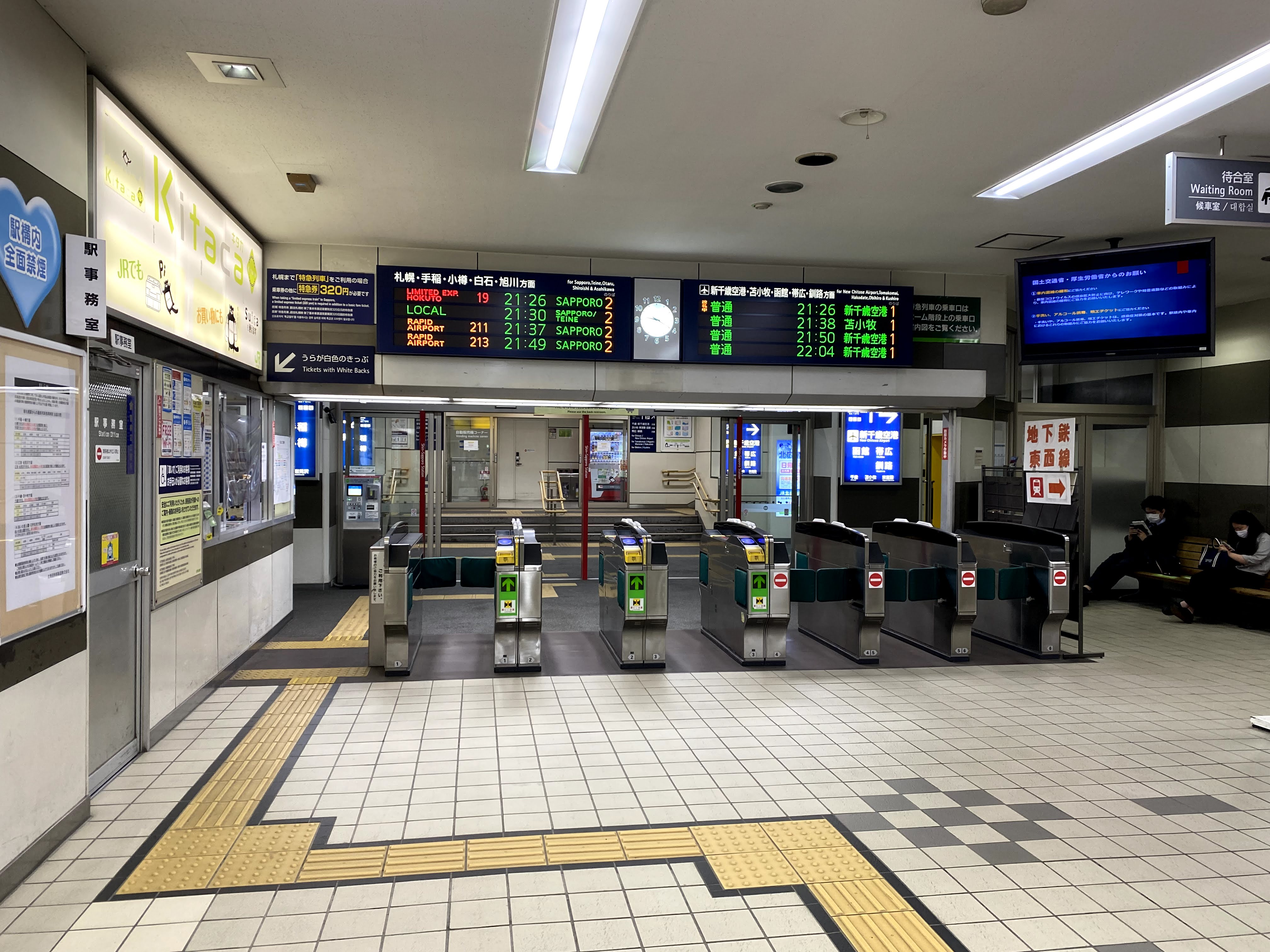
Bahnsteigsperren
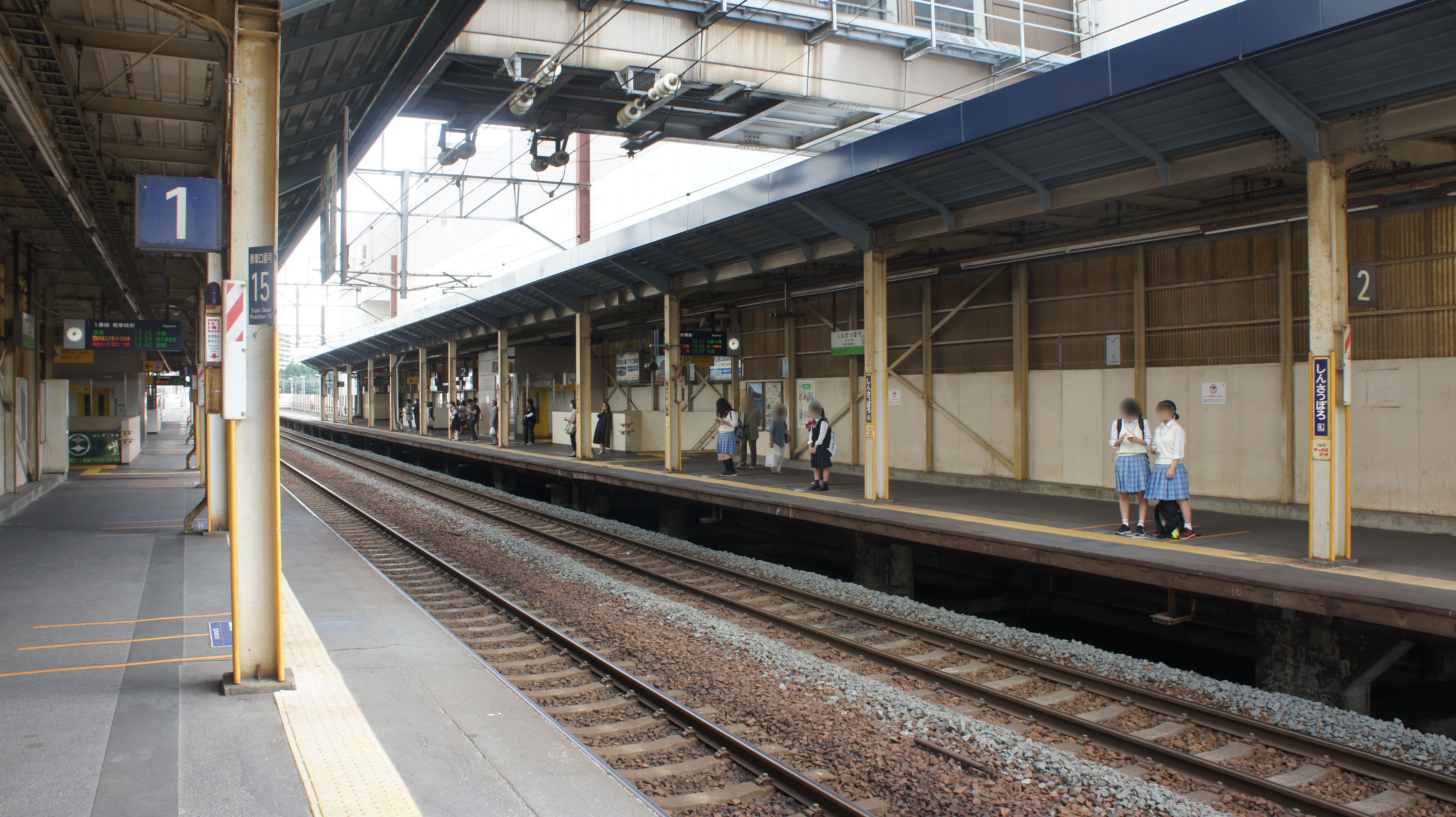
Gleise der Chitose-Linie
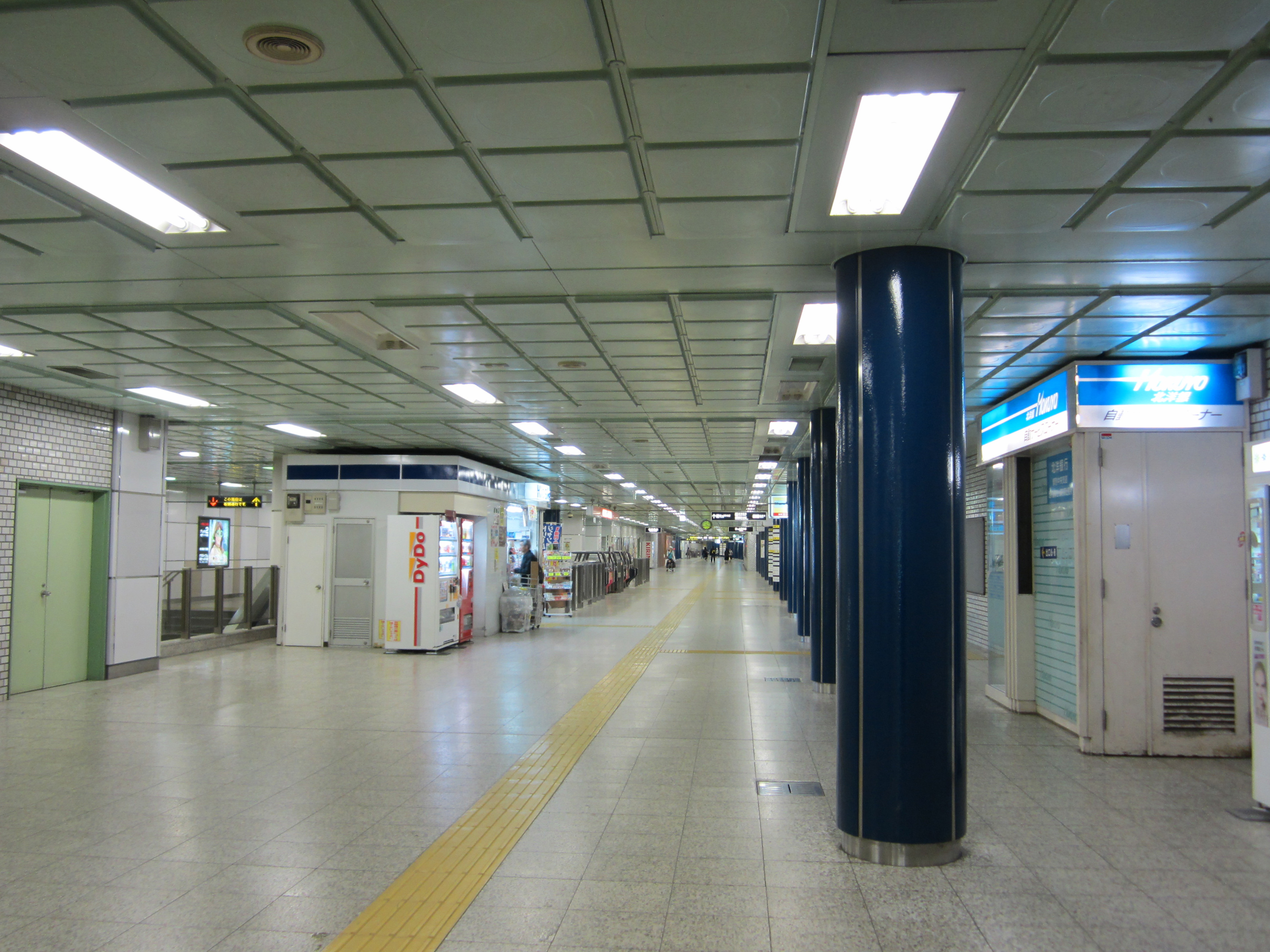
U-Bahn-Verteilerebene
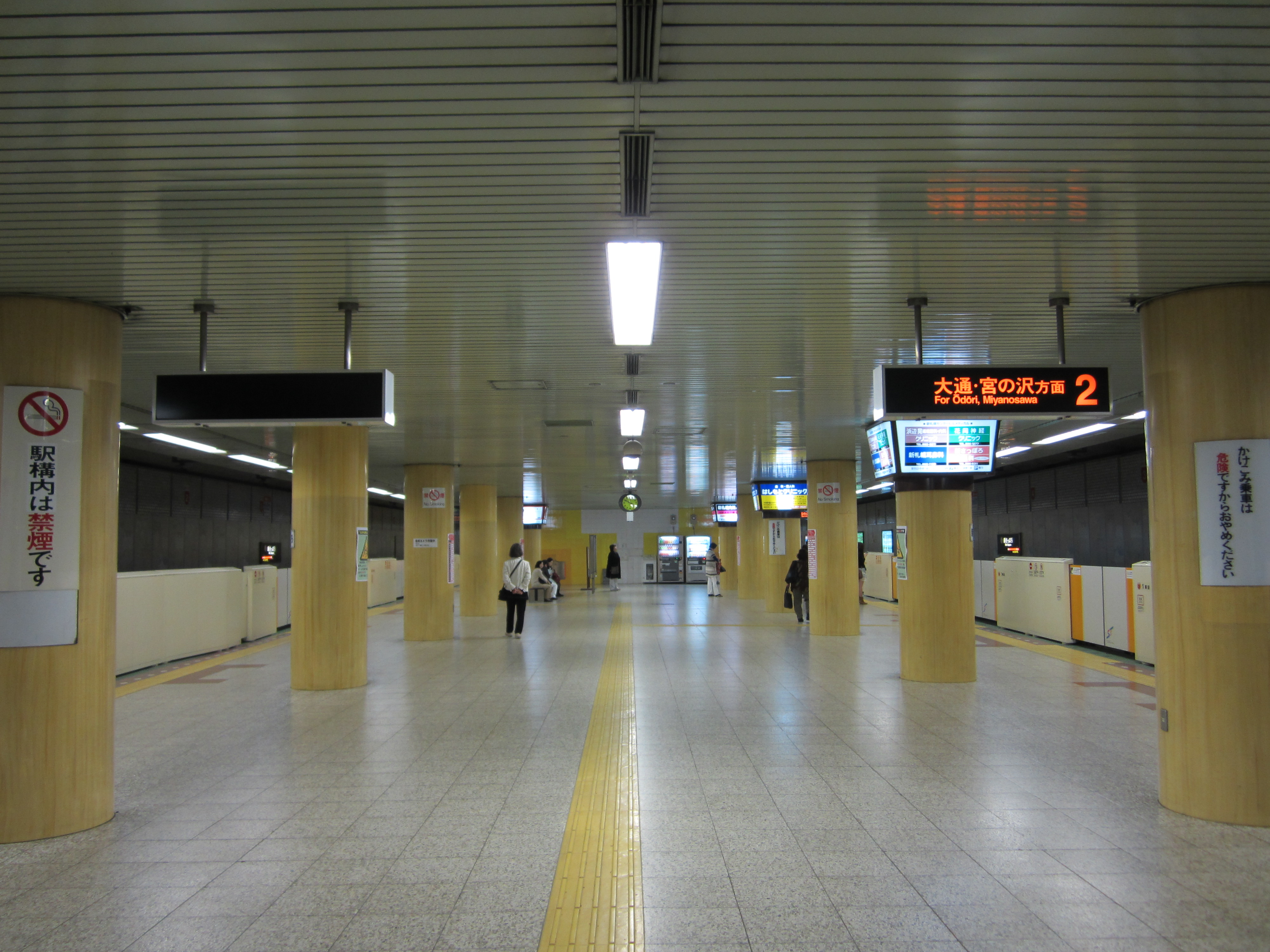
U-Bahnhof
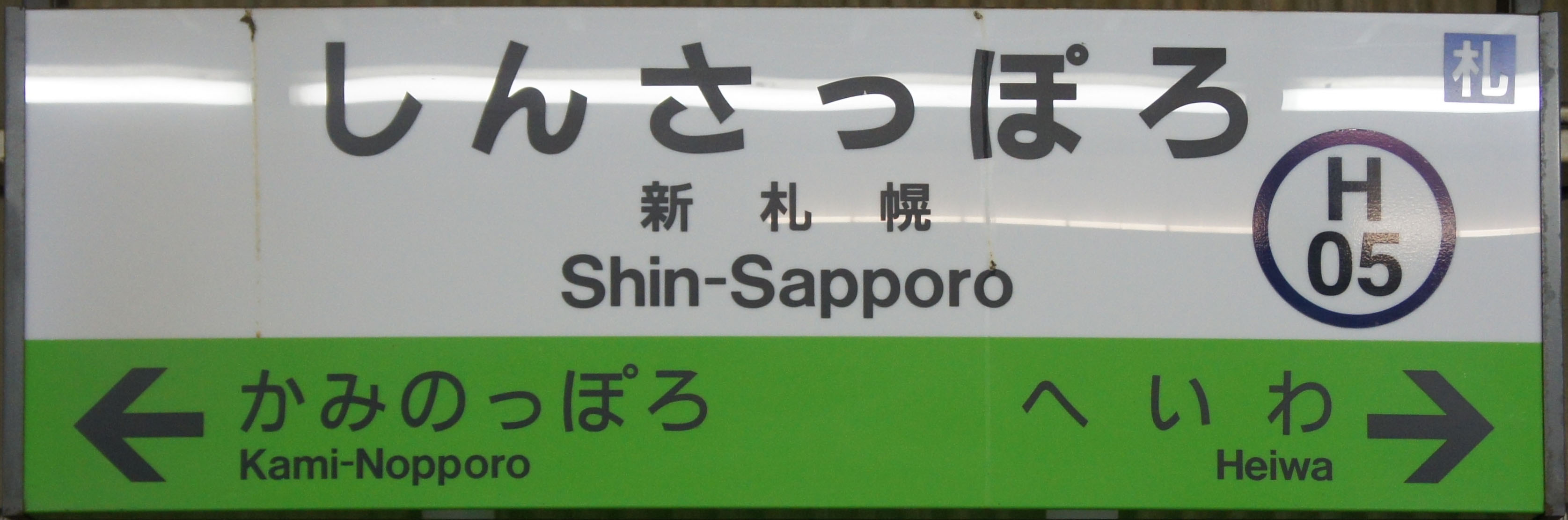
Bahnhofsschild (August 2017)

## Gleise
| 1 | ▉ Chitose-Linie | Flughafen Neu-Chitose • Tomakomai • Hakodate • Obihiro • Kushiro |
| 2 | ▉ Chitose-Linie | Sapporo • Teine • Otaru                                          |

## Linien
| Verlauf der Chitose-Linie |
| --- |
| Sapporo • Naebo • Shiroishi • Heiwa • Shin-Sapporo • Kami-Nopporo • Kita-Hiroshima • Shimamatsu • Megumino • Eniwa • Sapporo Beer Teien • Osatsu • Chitose • Minami-Chitose • Bibi • Uenae • Numanohata Flughafen-Zweigstrecke: Minami-Chitose • Shin-Chitose Kūkō |

## Geschichte
Während des Zweiten Weltkriegs befanden sich auf dem Gelände rund um den heutigen Bahnhof ein landwirtschaftlicher Betrieb und ein Armeewaffendepot, während die Chitose-Linie einen längeren Umweg darum herum machte. Zwei Jahrzehnte später begann die Stadt, das Gebiet zum Subzentrum Shin-Sapporo-Fukutoshin mit Bürogebäuden und Einkaufszentren zu entwickeln. Teil dieses Projekts war eine neue, direktere Streckenführung der Chitose-Linie zwischen Naebo und Kita-Hiroshima, die am 9. September 1973 zusammen mit dem Bahnhof Shin-Sapporo in Betrieb genommen wurde. Vorher trug der benachbarte Güterbahnhof diesen Namen.
Das Verkehrsamt der Stadt Sapporo verlängerte die Tōzai-Linie der U-Bahn von Shiroishi nach Shin-Sapporo und eröffnete diesen Abschnitt am 21. März 1982, wodurch ein Umsteigeknoten im Osten der Stadt entstand. Im Rahmen der Staatsbahnprivatisierung ging der Eisenbahnteil der Anlage am 1. April 1987 in den Besitz von JR Hokkaido über.